# Orthezia urticae
Orthezia urticae är en insektsart som först beskrevs av Carl von Linné 1758.  Orthezia urticae ingår i släktet Orthezia och familjen vaxsköldlöss. Arten är reproducerande i Sverige. Inga underarter finns listade i Catalogue of Life.

## Bildgalleri

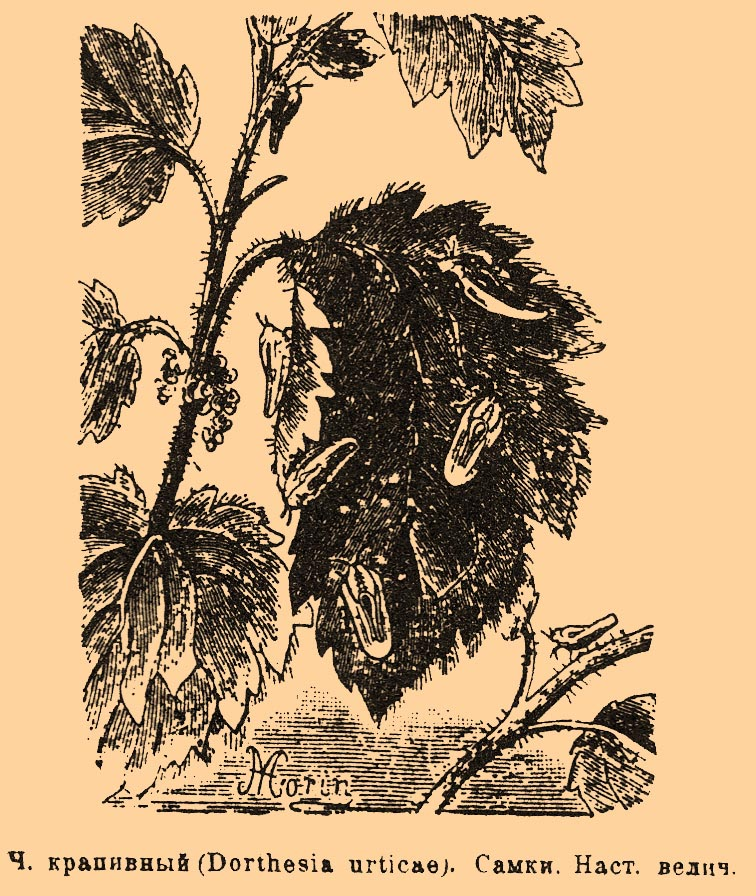
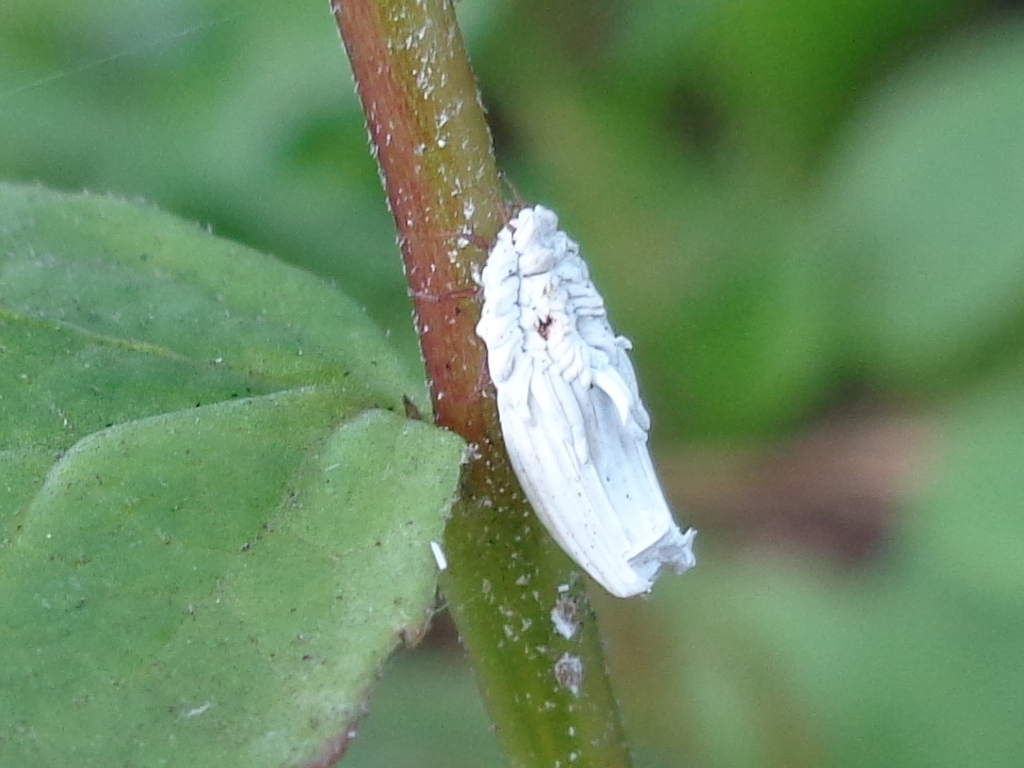
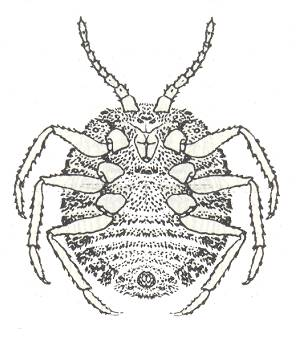
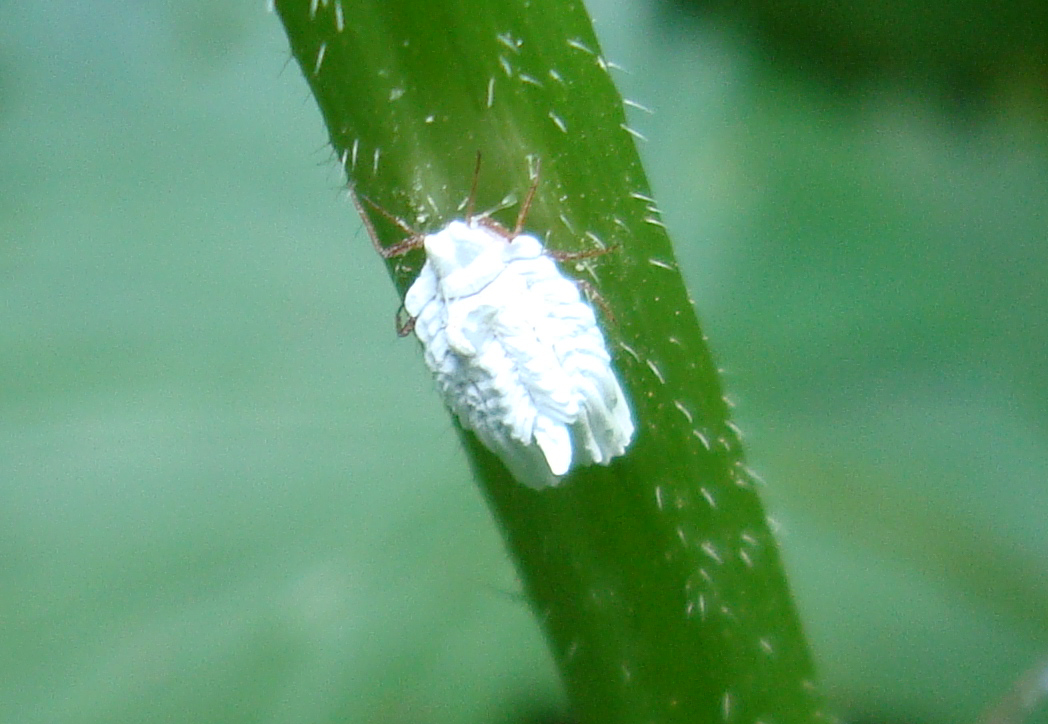
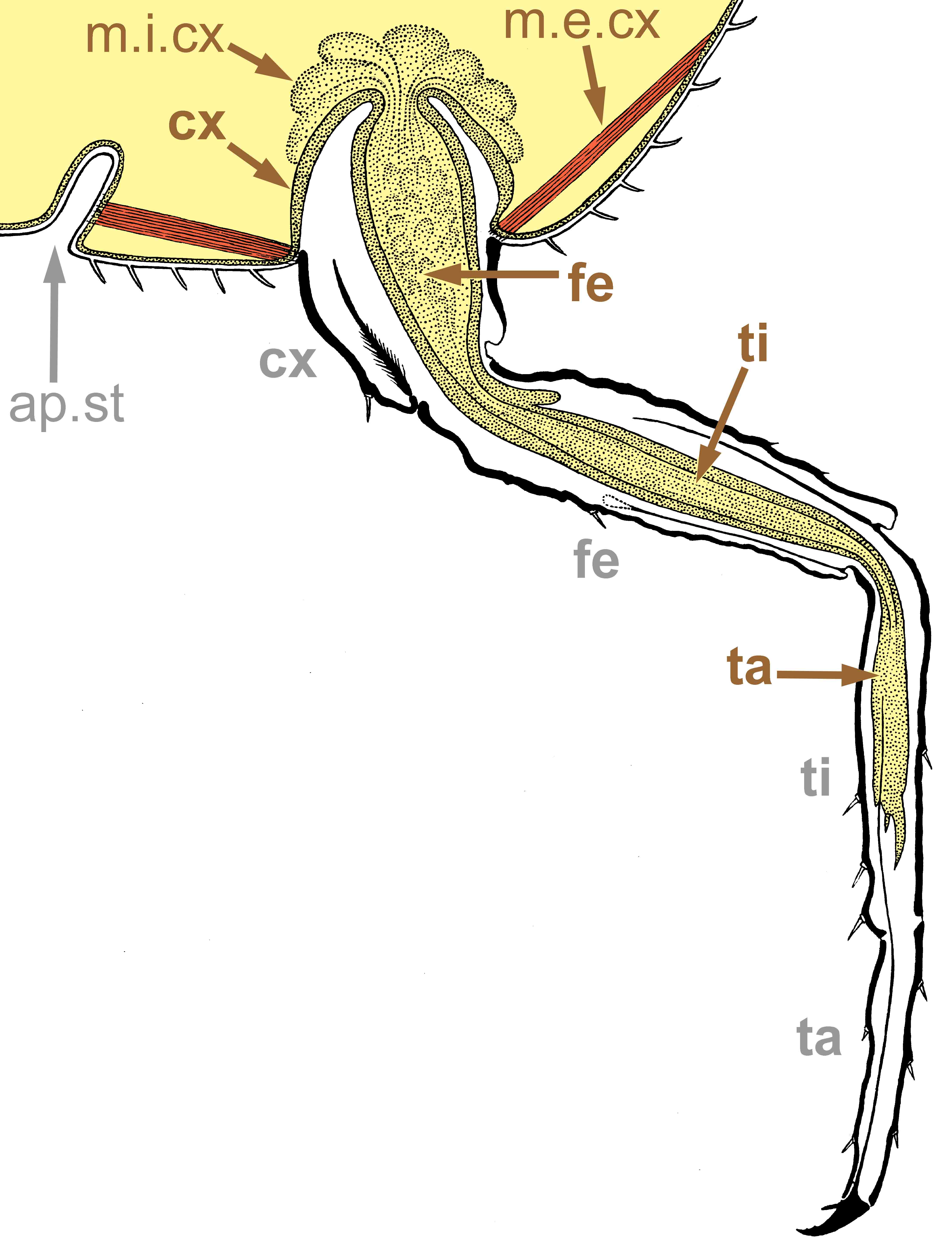
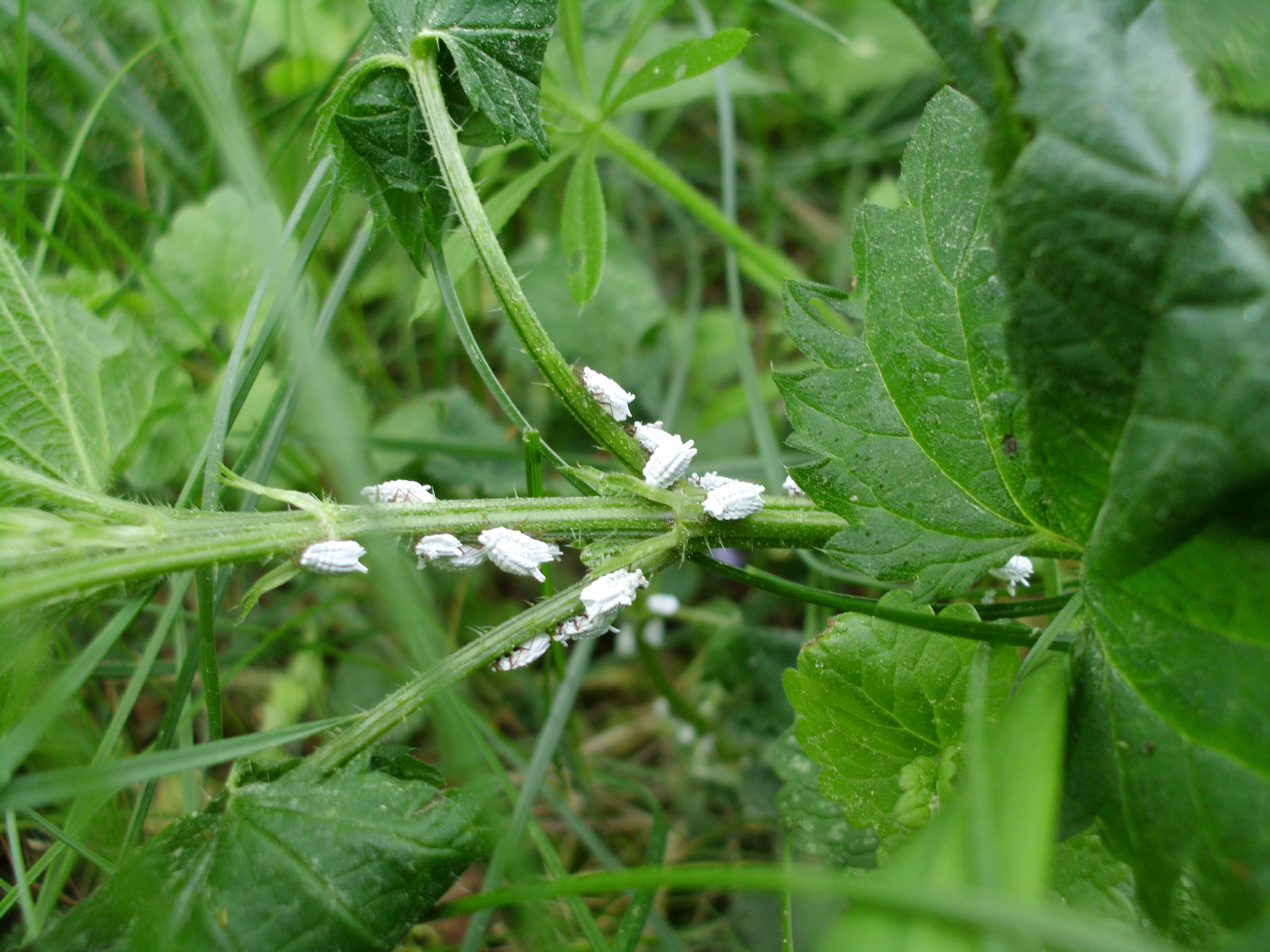